# Fuzil Minié
Fuzil Minié, ou Rifle Minié é a designação genérica atribuída a vários mosquetes estriados que faziam uso da Minié ball. Esse tipo de mosquete foi uma arma de infantaria muito importante em meados do século 19.  

## Histórico
Uma versão desse tipo de mosquete, foi adotada em 1849, logo após a invenção da Minié ball (1847), por Claude-Étienne Minié, Capitão do Armée de terre, sob influência de Henri-Gustave Delvigne. O novo projétil, foi desenhado com o objetivo de permitir um carregamento mais rápido dos mosquetes, e foi uma inovação que levou à disseminação do fuzil como a principal arma individual dos soldados nos campos de batalha. Os franceses o adotaram depois das dificuldades encontradas pelo Armée de terre no Norte da África, onde seus mosquetes foram superados por armas de cano longo fabricadas de forma artesanal pelos oponentes argelinos.